# NDR Vokalensemble

Logo

Logo bis Mai 2021

Das NDR Vokalensemble (bis 2021 NDR Chor) wurde 1946 gegründet und ist heute einer der führenden professionellen Kammerchöre in Deutschland. Seit der Spielzeit 2018/19 hat der niederländische Dirigent Klaas Stok die künstlerische Leitung des Ensembles inne.

## Der Chor
Der NDR Chor wurde am 1. Mai 1946 vom damaligen NWDR in Hamburg gegründet und erhielt 1955 seinen über 66 Jahre geführten Namen.
In den ersten Jahren nach der Gründung lag der Schwerpunkt vor allem bei Rundfunkaufnahmen als Partner des NDR Sinfonieorchesters, begleitet von öffentlichen Aufführungen der erarbeiteten Werke. Dabei übernahm der Chor Pionieraufgaben: Er wirkte u. a. an der konzertanten Uraufführung von Arnold Schönbergs Oper Moses und Aron mit.
Die Gegenwartsmusik fand im NDR Chor jeher starke Berücksichtigung. Werke von Hans Werner Henze, Krzysztof Penderecki, György Ligeti und Karlheinz Stockhausen wurden vom NDR Chor aufgeführt, Leon Schidlowsky schrieb für den Chor 1996 sein Laudate.
Heute liegt der Schwerpunkt der Arbeit des NDR Chores neben Konzertauftritten und Rundfunkaufnahmen besonders mit Ensembles des NDR und als Partner aller anderen ARD-Chöre und -Sinfonieorchester vorwiegend auf der Auseinandersetzung mit anspruchsvoller A-cappella-Literatur aller Epochen.
Darüber hinaus engagiert sich der NDR Chor sehr im Bereich der Musikvermittlung. Mit Konzepten wie „Konzert statt Schule“, der Veranstaltung von Familienkonzerten, musikalischen Besuchen in Schulen sowie Workshops mit Gesangsstudenten der norddeutschen Musikhochschulen, aber auch mit regelmäßigen Auftritten im gesamten Sendegebiet nimmt er seinen Kulturauftrag als Rundfunkchor wahr.
Im April 2010 wurde dem Ensemble die Johannes-Brahms-Medaille der Stadt Hamburg für besondere Verdienste um das Hamburgische Musikleben und die Pflege des Kulturerbes von Johannes Brahms verliehen.
2012 hatte unter der Leitung des Dirigenten und Komponisten Eric Whitacre das Mitsing-Projekt SINGING! in Hamburg Premiere, das seitdem jedes Jahr Hunderte Gastsänger mit dem NDR Chor zusammenbringt.
Von 2008 bis 2018 war Philipp Ahmann künstlerischer Leiter des Ensembles. Mit ihm wurde eine eigene Abonnement-Reihe ins Leben gerufen, die pro Saison vier thematisch geprägte Konzerte umfasst.

## Liste der Chordirektoren
- 1946–1965: Max Thurn
- 1966–1978: Helmut Franz, zuvor Kapellmeister und Chordirektor am Landestheater Darmstadt[5][6]
- Alexander Šumski
- Roland Bader
- Horst Neumann
- 1995: Robin Gritton und Michael Gläser als Doppelspitze
- 1999–2004: Hans-Christoph Rademann
- 2008–2019: Philipp Ahmann
- seit 2019: Klaas Stok